# Missira (Labé)
Ne doit pas être confondu avec Missira.
Pour les articles homonymes, voir missira.
Missira est une ville et sous-préfecture de la préfecture de Koubia dans la région de Labé au nord de la Guinée.

## Population
En 2020, le nombre d'habitants est estimé à 13 315, à partir d'une extrapolation officielle des donner de l'INS de Guinée.